# Sven Berggren
Sven Berggren (12. srpna 1837 – 28. června 1917 Lund) byl švédský botanik a univerzitní profesor. Působil na univerzitě v Lundu v letech 1883–1902, a později na univerzitě v Uppsale.
Zabýval se, při svých cestách na málo prozkoumaná místa, sběrem rostlin. Například Špicberky roku 1868, Grónsko roku 1870, a roku 1873 Nový Zéland, Austrálie, Havaj a Kalifornie. Vytvořil sbírku hlavně mechorostů, méně jsou zastoupeny cévnaté rostliny, řasy a houby.
Kolekci uchovává Lundská univerzita.

## Vybrané dílo
- Musci et Hepaticæ Spetsbergenses – Bericht über die Untersuchung den Moosflora Spitzbergens und Beeren-Eilands während der schwedischen Expeditionen 1864 und 1868, und Verzeichniss den dort gesammelten Arten. Kungliga svenska Vetenskapsakademiens Handlingar N.S., Stockholm, 1875.
- Undersökning af mossfloran vid Disko-bugten och Auleitsivikfjorden i Grönland. Kungliga svenska Vetenskapsakademiens Handlingar N.S., Stockholm, 1875.
- On New Zealand Hepaticæ I. Lund, 1898.